# Tangshi (socken i Kina, lat 26,20, long 113,67)
Tangshi (kinesiska: 汤市, 汤市乡) är en socken i Kina. Den ligger i provinsen Hunan, i den södra delen av landet, omkring 230 kilometer söder om provinshuvudstaden Changsha. Antalet invånare är 6260. Befolkningen består av 2 995 kvinnor och 3 265 män. Barn under 15 år utgör 15,0 %, vuxna 15-64 år 73 %, och äldre över 65 år 10,0 %.
Genomsnittlig årsnederbörd är 1 939 millimeter. Den regnigaste månaden är augusti, med i genomsnitt 297 mm nederbörd, och den torraste är oktober, med 23 mm nederbörd.